# Metagonyleptes cupidensis
Metagonyleptes cupidensis is een hooiwagen uit de familie Gonyleptidae.